# Academia de Ostroh
Universidad Nacional "Academia Ostrozhka"— la universidad nacional en Ostrog, región de Rivne. La primera institución de educación superior en Europa del Este se fundó en 1576. Desde 2009 hasta 2014, tenía la condición de universidad autónoma de investigación. Obras en las instalaciones del antiguo monasterio de los Capuchinos (1775-1832) y.) y la escuela de mujeres que lleva el nombre Conde Dmytro Bludov (1865-1922) y.) — el antiguo edificio académico, así como en el nuevo edificio académico inaugurado en 2019.

## Historia

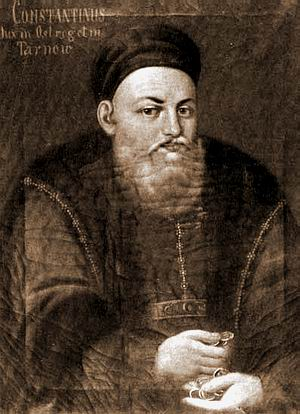
Vasyl-Kostyantyn Ostrozky

Escuela (academia) eslava-griega-latina de Ostrog — la institución científica y educativa más antigua de Ucrania. Fue fundada en 1576 por el príncipe Konstantin-Vasyl Ostrozky en su ciudad natal de Ostroz . La primera institución de educación superior en Europa del Este y Ucrania. DSu sobrina aportó una gran cantidad de fondos para el desarrollo de la academia. — Princesa Halshka Ostrozka (6.000 kopeks). 7 de febrero de 1577 pag. — la primera mención de la escuela en el prefacio del libro de Piotr Skarga "Sobre la unidad de la Iglesia de Dios". La actividad de la Academia de Ostroh se basó en el estudio de las siete ciencias liberales (dialéctica, retórica, gramática, aritmética, geometría, astronomía,música), así como de las ciencias superiores: filosofía, teología, medicina, tradicional para Europa medieval. Los estudiantes de la Academia Ostroh dominaron cinco idiomas: eslavo, polaco, hebreo antiguo, griego y latín. El primer rector de la escuela fue el escritor H. Smotrytskyi, profesores — destacados pedagogos-científicos ucranianos y extranjeros de la época, como Demyan Nalivayko, Hristofor Filalet, Vasyl Surazkyi, Ivan Lyatos, Kyrylo Loukaris, Kliryk Ostrozkyi y profesores de las universidades de Cracovia y Padua . O. Sh. tuvo una gran influencia en el desarrollo del pensamiento pedagógico y la organización de la escolarización en Ucrania: más tarde, las escuelas fraternales de Lviv, Lutsk y Volodymyr siguieron su ejemplo. Los alumnos de la escuela fueron: el famoso científico y escritor Meletii Smotrytskyi, Hetman Petro Sahaidachnyi, Archimandrita de Kyiv-Pechersk Lavra Yelysei Pletenetskyi y otros. destacadas figuras eclesiásticas y culturales. Fundada en 1624 En Ostroh del colegio jesuita, la escuela de Ostroh también cayó en mal estado en 1636 (o 1640 ) pag. dejado de existir. El edificio de la Academia ya no existe y ha sido reemplazado por un parque, además de la imprenta de Ivan Fedorovych.

## Modernidad

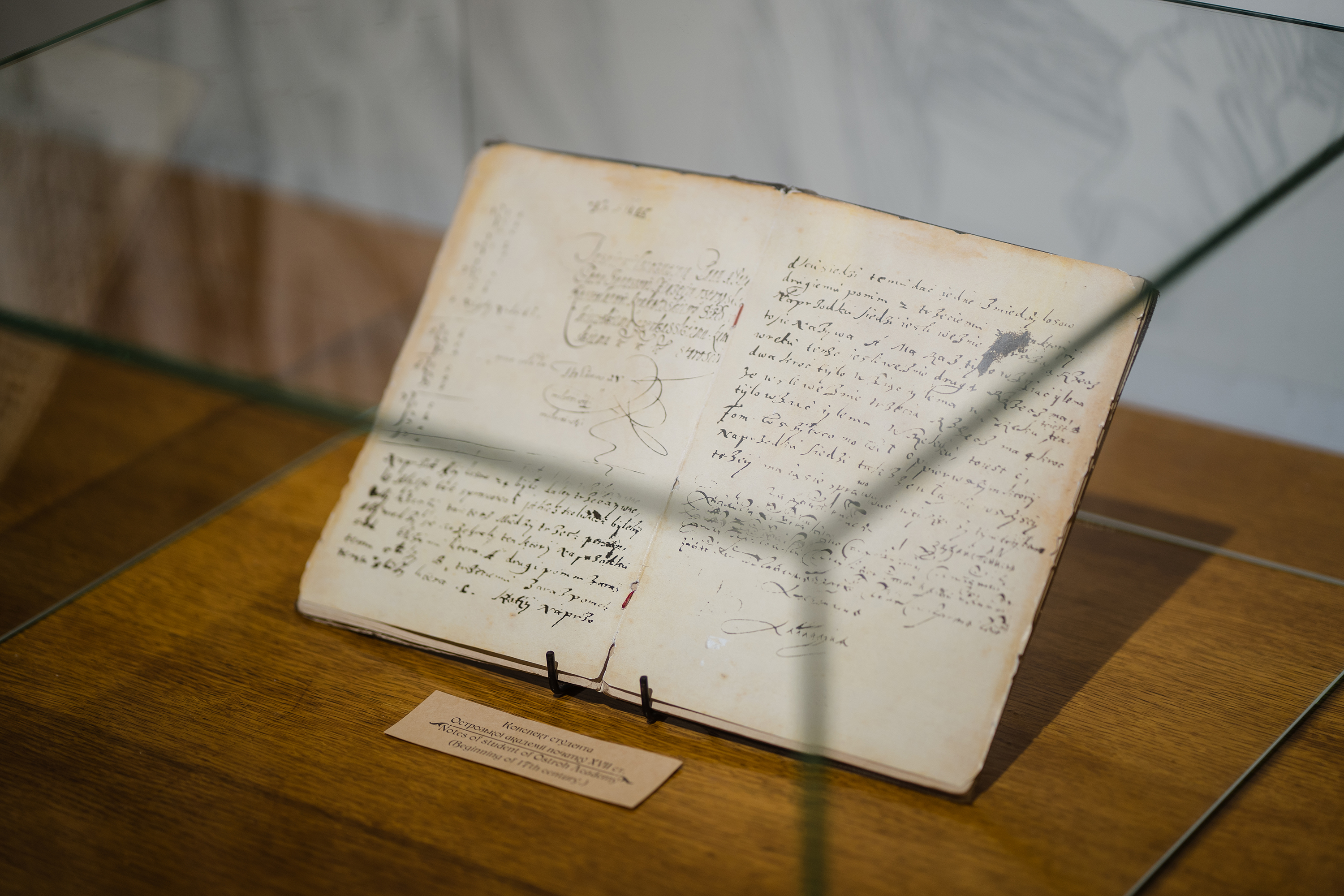
Una copia del resumen del alumno de la Academia Ostroh desde el principio. Siglo XVII en el Museo de Historia de la Academia de Ostroh

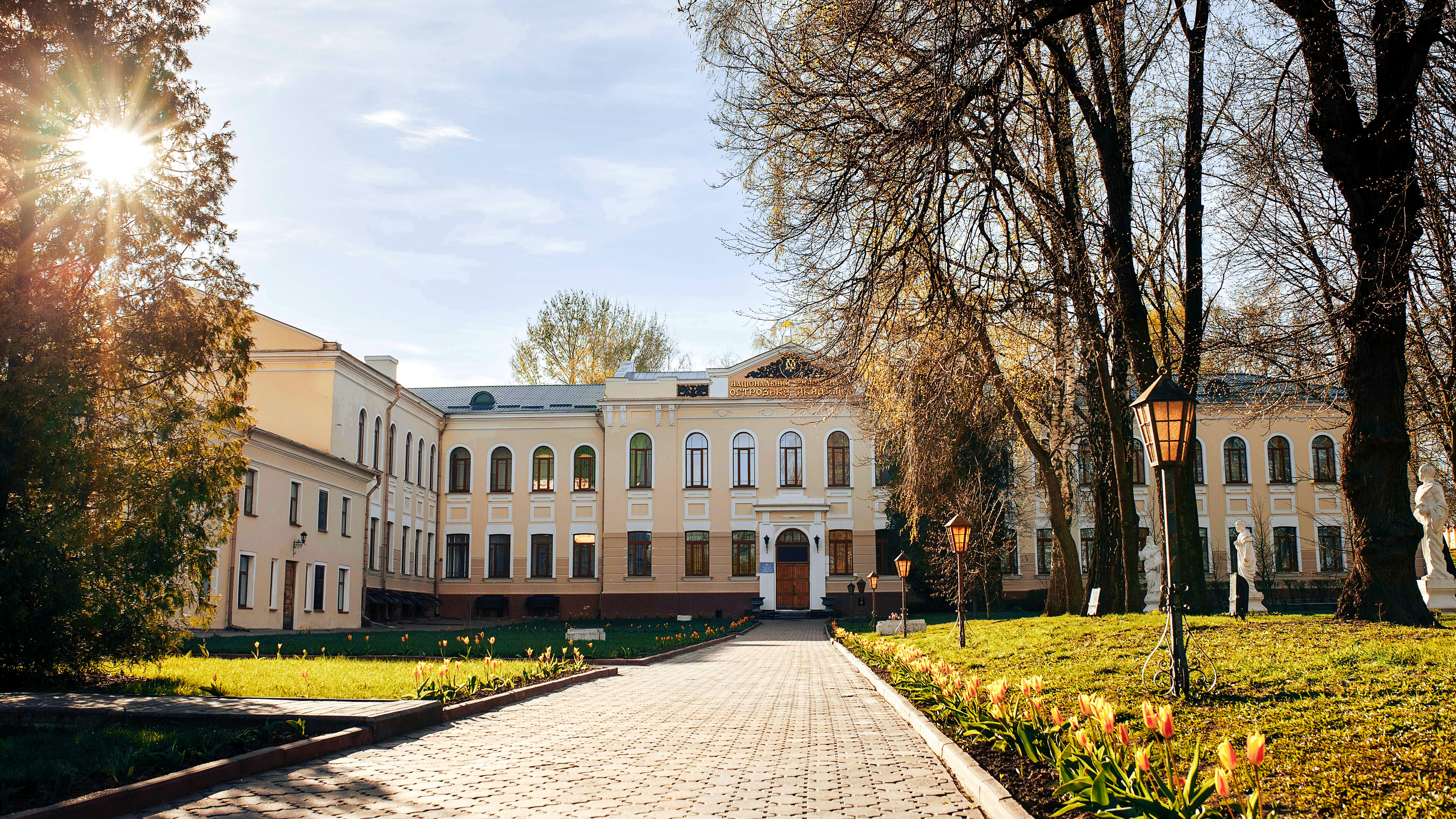
Antiguo edificio académico de la Academia Ostroh

A partir de la directiva presidencial emitida el 12 de abril de 1994, se inició el proceso de revitalización de la Academia Ostroh, y mediante el decreto del 30 de octubre de 2000, la institución pasó a tener el estatus de universidad nacional con el nombre de "Academia de Ostroh". Esta universidad goza de una destacada reputación tanto en Ucrania como a nivel internacional. En particular, la actividad de la Academia de Ostroh en el año 1999 fue reconocida con el Premio Internacional XXVII "A la Calidad", que fue entregado en París El 22 de junio de 2007 se inauguró una biblioteca científica virtual en la Academia de Ostroh con la participación del Presidente de Ucrania .
En 2009 , el Gabinete de Ministros de Ucrania concedió a la Academia Ostroh el estatus de universidad de investigación autónoma.
El 21 de octubre de 2010, la Academia Ostroh fue admitida como miembro asociado en la Asociación Europea de Universidades, y el 7 de diciembre de 2014, la Universidad Nacional "Academia de Ostroh" se convirtió en uno de los cofundadores de la Red de Universidades de Europa del Este.

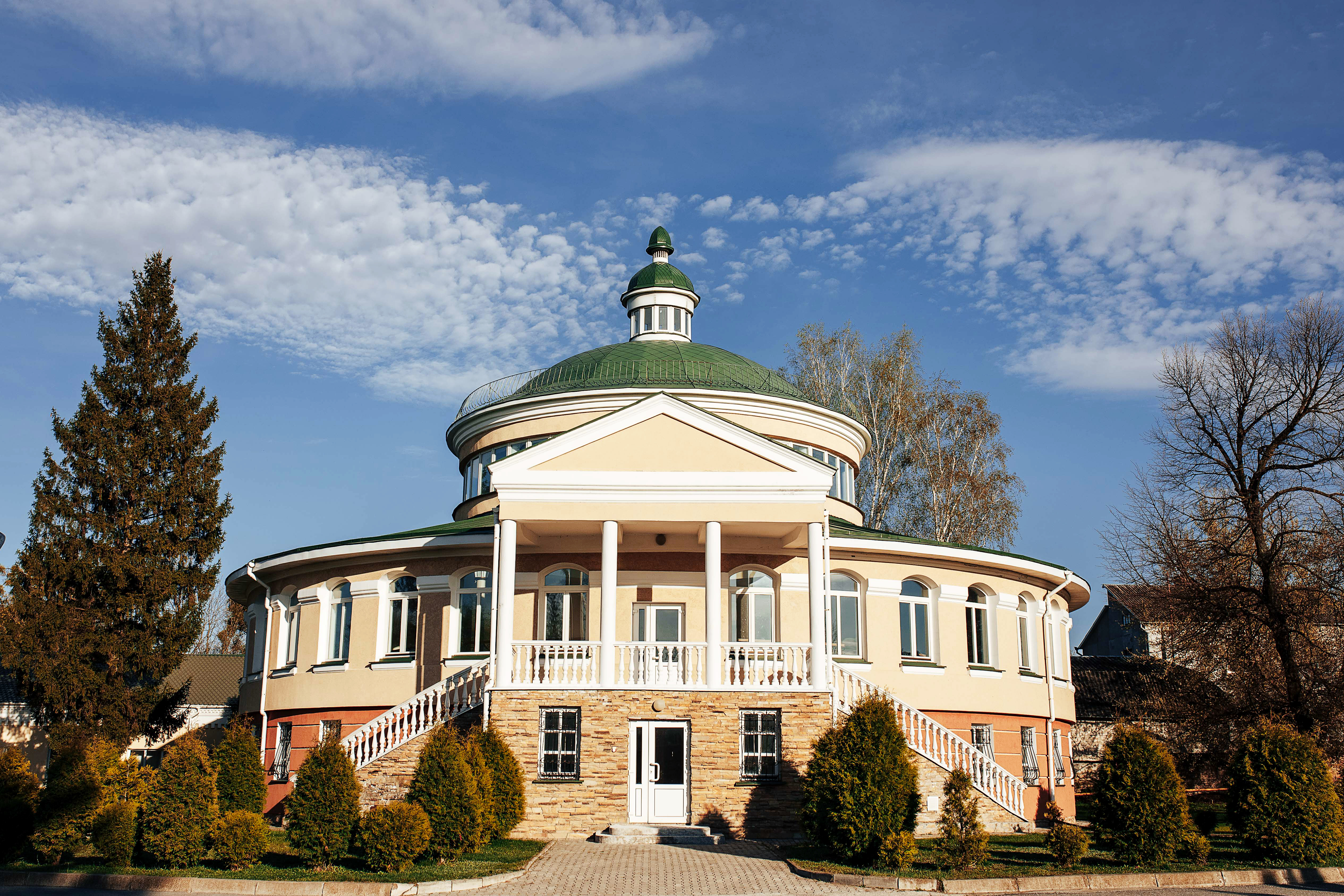
Biblioteca científica de la Universidad Nacional "Academia de Ostroh"

El 27 de octubre de 2016, el presidente de Ucrania, Petró Poroshenko, presidió la apertura de la primera fase del nuevo edificio de la Academia de Ostroh, ubicado en el centro de Ostroh. También se llevó a cabo la inauguración de un arco triunfal erigido en honor a la Biblia de Ostroh. Además, el presidente participó en las festividades conmemorativas del 440 aniversario de la fundación de la Academia de Ostroh.
En 2019, con el apoyo de la Fondo Cultural Ucraniano, se celebró el 25.º aniversario de la reactivación de la Academia de Ostroh, así como la inauguración de un nuevo edificio.
El 11 de noviembre de 2021, durante la apertura del foro internacional que conmemoraba el 455 aniversario de la Academia de Ostroh, el ministro de Educación y Ciencia de Ucrania, Serhii Shkarlet, ofreció un mensaje de bienvenida.

## Facultades e institutos
Instituto Educativo y Científico de Gestión Social y Humanitaria
Facultad de Lenguas Romano-Germánicas
Facultad de Economía
Instituto Científico y Educativo de Derecho que lleva el nombre Ioannikiy Malinovsky
Instituto Educativo y Científico de Relaciones Internacionales y Seguridad Nacional
Centro educativo y científico de educación por correspondencia y a distancia